# Delhi Durbar and Coronation
Delhi Durbar and Coronation è un cortometraggio muto del 1912. Non viene riportato né il nome del regista né quello del cine operatore del film, un documentario girato in India durante la cerimonia del Delhi Durbar del dicembre 1911.

## Produzione
Il documentario fu prodotto dalla Gaumont British Picture Corporation. Venne girato nel dicembre 1911 durante i festeggiamenti del Delhi Durbar, l'assemblea di massa durante la quale il re Giorgio V e la regina Mary furono incoronati imperatore e imperatrice consorte dell'India. La Gaumont montò dell'altro materiale girato nella medesima occasione, producendo un altro cortometraggio cui venne dato il titolo Delhi Durbar.

## Distribuzione
Distribuito dalla Gaumont British Picture Corporation, il documentario uscì nelle sale cinematografiche britanniche il 15 gennaio 1912 insieme all'altro corto, Delhi Durbar.